# Колєсніков Дмитро Валерійович
Колє́сніков Дмитро́ Вале́рійович (нар. 27 березня 1972, Кривий Ріг) — український політик, Міністр промислової політики України з 11 березня 2010 року по 9 грудня 2010 року, голова Державного агентства України з управління державними корпоративними правами та майном з 9 грудня 2010 року по 24 грудня 2012 року, член Партії регіонів.

## Життєпис
Народився 27 березня 1972 (Кривий Ріг, Дніпропетровська область); батько Валерій Тимофійович (1944) — пенсіонер; мати Зоя Андріївна (1945) — пенсіонерка; дружина Надія Іванівна (1973) — провідний інженер ВАТ «Центральний гірничозбагачувальний комбінат»; дочка Анастасія (1998) — школярка.

### Освіта
Державна металургійна академія України (1992—1998), інженер-металів, «Обробка металів»; Київський національний економічний університет (2000—2002), економіст, «Економіка підприємства».
Народний депутат України 6-го скликання з листопада 2007 від Партії регіонів, № 147 в списку, член Комітету з питань бюджету (з грудня 2007), голова підкомітету з питань доходів державного бюджету (з січня 2008), заступник голови Спеціальної контрольної комісії ВР України з питань приватизації (з січня 2008). На час виборів: перший заступник Міністра промислової політики України, член ПР.
- 1989—1990 — учень, СПТУ № 45 м. Кривого Рогу.
- 1990—1992 — служба в армії.
- 05.1992-08.1993 — слюсар-ремонтник, вальцювальник, Криворізький металургійний комбінат «Криворіжсталь».
- 08.1993-03.1995 — інженер 2-ї категорії, старший механік, ВАТ «Славутич».
- 05.-09.1995 — гол. механік, ПП «Володимир».
- 09.1995-12.2004 — слюсар-ремонтник, механік дільниці, заступник начальника цеху, начальник цеху, головний механік, ВАТ «Центральний гірничозбагачувальний комбінат».
- 01.2005-03.2006 — заступник директора з закупівель, директор з закупівель та логістики, ВАТ «Північний гірничозбагачувальний комбінат».
- Березень — квітень 2006 — виконавчий директор ВАТ «Центральний гірничозбагачувальний комбінат».
- Квітень — серпень 2006 — перший заступник Криворізького міського голови.
- Серпень 2006 — листопад 2007 — перший заступник Міністра промислової політики України[4][5].
- 24 грудня 2012 року згідно з Указом Президента очолив Дніпропетровську обласну державну адміністрацію[6].

6 вересня 2019 Колєснікова було заарештовано разом з Олександром Вілкулом, проте вже 17 вересня відпущено, їх обох взяв на поруки нардеп Дмитро Шпенов.

## Парламентська діяльність
18 січня 2018 року був одним з 36 депутатів, що голосували проти Закону про визнання українського сувернітету над окупованими територіями Донецької та Луганської областей.
Був одним з 59 депутатів, що підписали подання, на підставі якого Конституційний суд України скасував статтю Кримінального колексу України про незаконне збагачення, що зобов'язувала держслужбовців давати пояснення про джерела їх доходів і доходів членів їх сімей. Кримінальну відповідальність за незаконне збагачення в Україні запровадили у 2015 році. Це було однією з вимог ЄС на виконання Плану дій з візової лібералізації, а також одним із зобов'язань України перед МВФ, закріпленим меморандумом.